# تل میان رود
تل میان رود مربوط به دوره پهلوی است و در شهرستان مرودشت، بخش مرکزی، دهستان ابرج، ۵۰۰ متری غرب روستای میانرود واقع شده و این اثر در تاریخ ۲۷ بهمن ۱۳۸۷ با شمارهٔ ثبت ۲۴۷۹۳ به‌عنوان یکی از آثار ملی ایران به ثبت رسیده است.